# Oktay Tabasaran

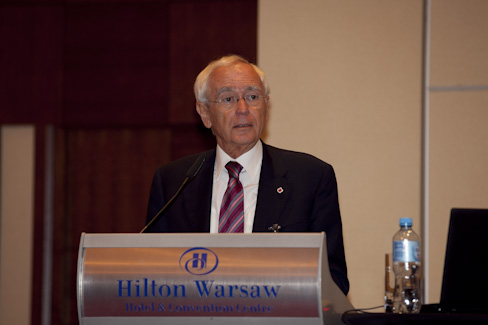
Oktay Tabasaran, 2011

Oktay Tabasaran (* 26. April 1938 in Nevşehir) ist ein Bauingenieur und Professor für Abfallwirtschaft an der Universität Stuttgart im Ruhestand.

## Werdegang
Nach seinem Abitur 1957 am St. Georgs-Kolleg in Istanbul studierte Tabasaran an der Technischen Hochschule Stuttgart Bauingenieurwesen. Nach seinem Diplom arbeitete er als wissenschaftlicher Assistent bei Franz Pöpel, der 1967 sein Doktorvater wurde; Tabasaran hatte zu Maßnahmen zur Beschleunigung der Schlammfaulung in der Abwasserbehandlung  geforscht. 1975 erhielt Tabasaran an der Universität Stuttgart den ersten Lehrstuhl für Abfallwirtschaft einer deutschen Universität; einen Ruf an die Technische Universität Berlin hatte er abgelehnt.
2002 ging Tabasaran in den Ruhestand.

## Arbeitsgebiete
Tabasarans Forschungsinteressen umfassten alle Themengebiete der Abfallwirtschaft. Er und seine Mitarbeiter wirkten darauf hin, die Abfallwirtschaft hin zu einer Kreislaufwirtschaft zu formen.
Tabasaran hat Anfang der 1970er Jahre noch vor seiner Berufung zum Professor wissenschaftlich beratend an der Gesetzgebung zur Abfallbeseitigung mitgewirkt. Durch wissenschaftliche Begleitung von Gemeinden, Landesregierung und Bundesregierung lenkte er auch später die Entwicklung der Abfallwirtschaft. Planerisch wirkte Tabasaran  bei der Errichtung von Abfallheizkraftwerken, Kompostierungsanlagen und Deponien mit, unter anderem der Abfallverwertungsanlage Augsburg. Für die Praxis der Abfallbehandlung wurden auf wissenschaftlicher Basis unter der Regie Tabasarans über 50 Abfallbehandlungskonzepte entwickelt.
Die internationale Zusammenarbeit förderte Tabasaran durch die Abhaltung deutsch-polnischer und deutsch-türkischer Abfalltagungen. Der von Karl Heinz Hunken initiierte fachübergreifende Studiengang Umweltschutztechnik an der Universität Stuttgart wurde seiner Leitung anvertraut. Tabasaran initiierte seinerseits einen englischsprachigen Masterstudiengang zu Luftreinhaltung, Abfall- und Wasserwirtschaft an der Universität Stuttgart.

## Schriften
Tabasaran hat aus den Resultaten seiner Arbeit über 100 Artikel veröffentlicht. Darüber hinaus ist er Herausgeber von 80 Bänden der Stuttgarter Berichte zur Abfallwirtschaft.  Bücher von Oktay Tabasaran:
- Über Maßnahmen zur Beschleunigung der Schlammfaulung. Oldenbiurg, München 1968 (Dissertation)
- Abwässer. 2., unveränderte Auflage. Expert-Verlag, Grafenau 1981, ISBN 3-88508-652-2.

Als Herausgeber:
- Abfallwirtschaft, Abfalltechnik: Siedlungsabfälle. Ernst, Berlin 1994, ISBN 3-433-01162-1.
- Abfallwirtschaft, Abfalltechnik: Sonderabfälle. Ernst, Berlin 1997, ISBN 3-433-01168-0.